# Paraguay en la Copa América 2011
La selección de Paraguay fue uno de los doce equipos participantes de la Copa América 2011, torneo de fútbol que se llevó a cabo entre el 1 y el 24 de julio, en Argentina, del cual resultó subcampeón tras perder en la final frente a su similar de Uruguay.
El equipo guaraní volvió a disputar el partido por el título después de 32 años, pese a no haber conseguido triunfo alguno en los cinco juegos anteriores durante el tiempo normal. Además, Justo Villar obtuvo el premio al mejor guardameta del campeonato y Roque Santa Cruz igualó la marca de 25 anotaciones que ostentaba en solitario José Saturnino Cardozo como máximo goleador en la historia del seleccionado.
En el sorteo realizado el 11 de noviembre de 2010 en La Plata, la selección de Paraguay quedó emparejada en el Grupo B junto a Brasil, Ecuador y Venezuela.

## Antecedentes
Paraguay, selección que se ubica en la cuarta posición de la tabla histórica del torneo, disputó su trigésimo cuarta Copa América, decimoctava en forma consecutiva. La ganó en dos ocasiones, en las ediciones de 1953 y 1979. Además, logró el segundo puesto en 1922, 1929, 1947, 1949 y 1963. Asimismo, se ubicó siete veces en el tercer escalón (1923, 1924, 1925, 1939, 1946, 1959 y 1983). Sin embargo, de los últimos once campeonatos disputados entre 1983 y 2007, solo en dos se colocó al menos entre los cuatro mejores (1983 y 1989).
Su resultado más inmediato se produjo en la Copa Mundial de Fútbol de 2010, en la que el equipo paraguayo obtuvo la mejor posición de su historia al finalizar en el octavo lugar. Posteriormente, se dio inicio a una serie de partidos de carácter amistoso con vistas a su participación en el certamen continental, jugando un total de trece encuentros, de los cuales ganó 6, empató 3 y perdió 4.
En dicho proceso igualó el mejor marcador de su historia (7:0 vs. Bolivia, 1949) ante la selección de Hong Kong. Tras este mismo juego, Gerardo Martino se convirtió en el segundo entrenador con más partidos dirigidos hasta ese momento, solo por detrás de Manuel Fleitas Solich.
El plantel fijó su lugar de concentración en la ciudad de Córdoba, sede de uno de los tres partidos que debió jugar durante la primera fase.

### Partidos de preparación
| Fecha                   | Lugar       |                |                                       | Resultado |                       |            |
| ----------------------- | ----------- | -------------- | ------------------------------------- | --------- | --------------------- | ---------- |
| 11 de agosto de 2010    | Asunción    | Paraguay       | Bandera de Paraguay                   | 2:0 (1:0) | Bandera de Costa Rica | Costa Rica |
| 4 de septiembre de 2010 | Yokohama    | Japón          | Bandera de Japón                      | 1:0 (0:0) | Bandera de Paraguay   | Paraguay   |
| 7 de septiembre de 2010 | Nankín      | China          | Bandera de la República Popular China | 1:1 (1:1) | Bandera de Paraguay   | Paraguay   |
| 9 de octubre de 2010    | Sídney      | Australia      | Bandera de Australia                  | 1:0 (0:0) | Bandera de Paraguay   | Paraguay   |
| 12 de octubre de 2010   | Wellington  | Nueva Zelanda  | Bandera de Nueva Zelanda              | 0:2 (0:2) | Bandera de Paraguay   | Paraguay   |
| 17 de noviembre de 2010 | So Kon Po   | Hong Kong      | Bandera de Hong Kong                  | 0:7 (0:3) | Bandera de Paraguay   | Paraguay   |
| 26 de marzo de 2011     | Oakland     | México         | Bandera de México                     | 3:1 (3:0) | Bandera de Paraguay   | Paraguay   |
| 29 de marzo de 2011     | Nashville   | Estados Unidos | Bandera de Estados Unidos             | 0:1 (0:1) | Bandera de Paraguay   | Paraguay   |
| 25 de mayo de 2011      | Resistencia | Argentina      | Bandera de Argentina                  | 4:2 (3:1) | Bandera de Paraguay   | Paraguay   |
| 4 de junio de 2011      | Santa Cruz  | Bolivia        | Bandera de Bolivia                    | 0:2 (0:1) | Bandera de Paraguay   | Paraguay   |
| 7 de junio de 2011      | Luque       | Paraguay       | Bandera de Paraguay                   | 0:0       | Bandera de Bolivia    | Bolivia    |
| 11 de junio de 2011     | Asunción    | Paraguay       | Bandera de Paraguay                   | 2:0 (2:0) | Bandera de Rumania    | Rumania    |
| 23 de junio de 2011     | Asunción    | Paraguay       | Bandera de Paraguay                   | 0:0       | Bandera de Chile      | Chile      |

## Jugadores
El 11 de junio de 2011, el seleccionador Gerardo Martino dio a conocer una lista preliminar de 31 futbolistas, con la cual trabajó hasta el 25 de junio cuando la misma se redujo a 23 para la confección de la nómina definitiva. Llamó la atención nítidamente la ausencia del goleador del Benfica portugués y mundialista en Sudáfrica, Óscar Tacuara Cardozo. En tanto que los ocho jugadores desafectados fueron Miguel Samudio, Ismael Benegas, Luis Cardozo, Julián Benítez, Orlando Gaona, Federico Santander, Osmar Molinas y Joel Silva.
| #     | Nombre               | Posición      | Edad | PJ Sel | Gol Sel | Club                   |
| ----- | -------------------- | ------------- | ---- | ------ | ------- | ---------------------- |
| 1     | Justo Villar         | Portero       | 33   | 88     | 0       | Real Valladolid        |
| 2     | Darío Verón          | Defensa       | 31   | 37     | 0       | Pumas                  |
| 3     | Iván Piris           | Defensa       | 22   | 0      | 0       | Cerro Porteño          |
| 4     | Elvis Marecos        | Defensa       | 31   | 4      | 1       | Guaraní                |
| 5     | Antolín Alcaraz      | Defensa       | 28   | 17     | 1       | Wigan                  |
| 6     | Marcos Cáceres       | Defensa       | 25   | 11     | 0       | Racing                 |
| 7     | Pablo Zeballos       | Delantero     | 25   | 5      | 1       | Olimpia                |
| 8     | Edgar Barreto        | Mediocampista | 26   | 55     | 3       | Atalanta               |
| 9     | Roque Santa Cruz     | Delantero     | 29   | 83     | 24      | Blackburn Rovers       |
| 10    | Osvaldo Martínez     | Mediocampista | 25   | 22     | 1       | Atlante                |
| 11    | Jonathan Santana     | Mediocampista | 29   | 29     | 0       | Kayserispor            |
| 12    | Diego Barreto        | Portero       | 29   | 6      | 0       | Cerro Porteño          |
| 13    | Enrique Vera         | Mediocampista | 32   | 45     | 4       | Liga de Quito          |
| 14    | Paulo Da Silva       | Defensa       | 31   | 88     | 2       | Zaragoza               |
| 15    | Víctor Cáceres       | Mediocampista | 26   | 36     | 0       | Libertad               |
| 16    | Cristian Riveros     | Mediocampista | 28   | 61     | 12      | Sunderland             |
| 17    | Aureliano Torres     | Defensa       | 28   | 40     | 2       | San Lorenzo de Almagro |
| 18    | Nelson Haedo         | Delantero     | 27   | 48     | 11      | Hércules               |
| 19    | Lucas Barrios        | Delantero     | 26   | 15     | 5       | Borussia Dortmund      |
| 20    | Néstor Ortigoza      | Mediocampista | 26   | 13     | 0       | San Lorenzo de Almagro |
| 21    | Marcelo Estigarribia | Mediocampista | 23   | 16     | 1       | Newell's Old Boys      |
| 22    | Roberto Fernández    | Portero       | 23   | 0      | 0       | Racing                 |
| 23    | Hernán Pérez         | Mediocampista | 22   | 9      | 0       | Villarreal "B"         |
| D. T. | Gerardo Martino      |               |      |        |         |                        |

## Participación
- Los horarios corresponden a la hora de Argentina (UTC-3)[n. 2]

### Partidos
| Fecha       | Lugar        | Instancia        |          |                     | Resultado    |                      |           |
| ----------- | ------------ | ---------------- | -------- | ------------------- | ------------ | -------------------- | --------- |
| 3 de julio  | Santa Fe     | Fase de grupos   | Paraguay | Bandera de Paraguay | 0:0          | Bandera de Ecuador   | Ecuador   |
| 9 de julio  | Córdoba      | Fase de grupos   | Brasil   | Bandera de Brasil   | 2:2 (1:0)    | Bandera de Paraguay  | Paraguay  |
| 13 de julio | Salta        | Fase de grupos   | Paraguay | Bandera de Paraguay | 3:3 (1:1)    | Bandera de Venezuela | Venezuela |
| 17 de julio | La Plata     | Cuartos de final | Brasil   | Bandera de Brasil   | 0:0 (0:2 p.) | Bandera de Paraguay  | Paraguay  |
| 20 de julio | Mendoza      | Semifinal        | Paraguay | Bandera de Paraguay | 0:0 (5:3 p.) | Bandera de Venezuela | Venezuela |
| 24 de julio | Buenos Aires | Final            | Uruguay  | Bandera de Uruguay  | 3:0 (2:0)    | Bandera de Paraguay  | Paraguay  |

### Grupo B

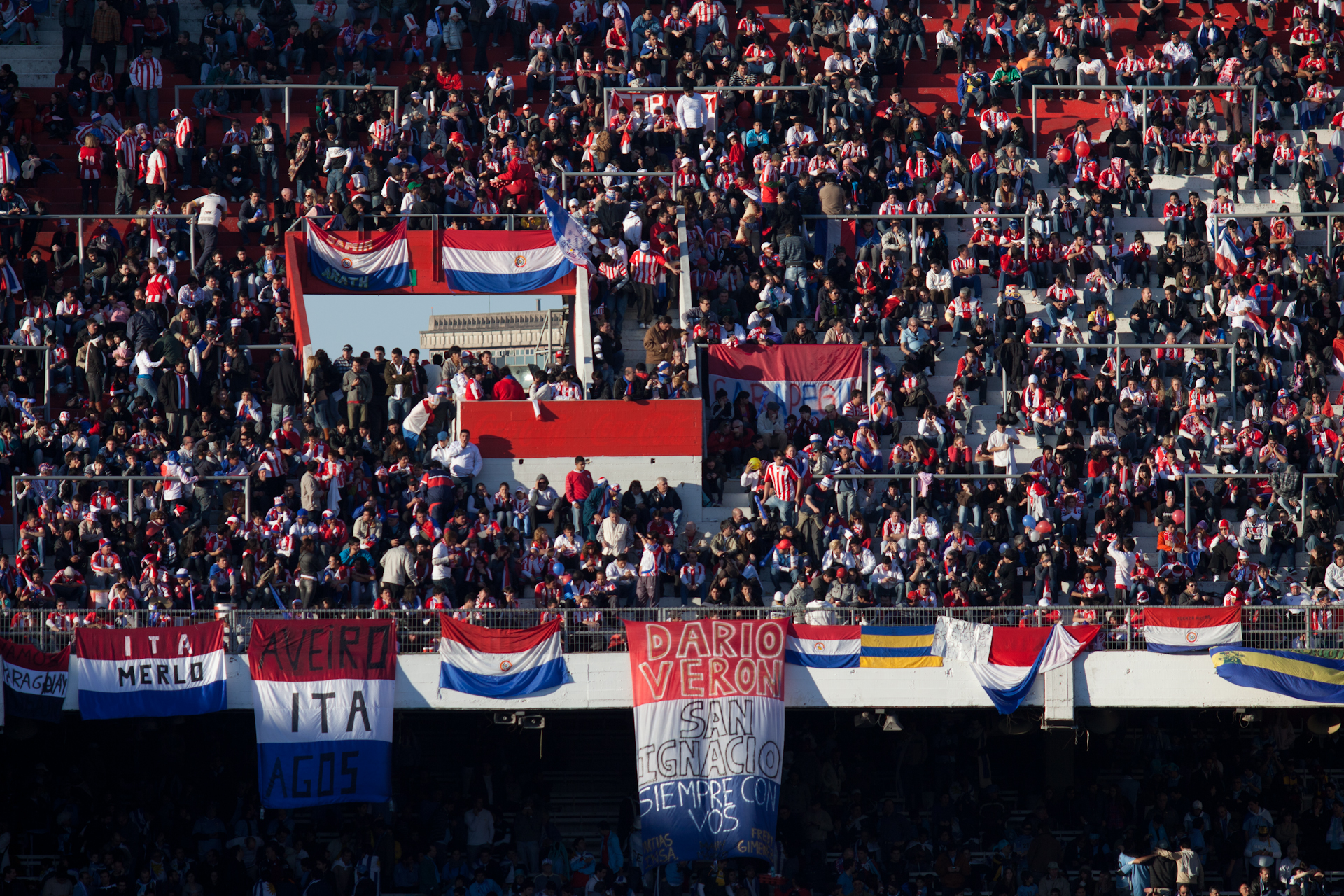
Aficionados paraguayos que acompañaron en buen número a su selección a lo largo del evento continental.

La selección de Paraguay arribó al torneo con la intención de llegar con vida a la última semana del certamen, según declararon varios de sus componentes. No obstante, el director técnico, Gerardo Martino, señaló que no considera a su equipo como uno de los candidatos a ganar el trofeo, aunque por otro lado negó que la Copa América fuese un banco de pruebas para futuras competencias, haciendo alusión a las eliminatorias del Mundial 2014.
En el partido de estreno, Paraguay igualó sin goles ante su par de Ecuador. El dominio del juego estuvo repartido por lapsos en los que cada uno ejerció protagonismo a través de la posesión del balón, y si bien ambos contaron con ocasiones de gol, el conjunto paraguayo fue el que las tuvo en mayor medida, dejando la sensación de haberse merecido un poco más la obtención de los tres puntos en disputa. Una muestra de esto es la elección como mejor jugador del partido de Marcelo Elizaga, guardameta ecuatoriano, quien al menos contuvo tres disparos lanzados desde escasa distancia.
En su segunda presentación, Paraguay volvió a empatar, esta vez con Brasil por 2:2. Al término de la primera etapa, Jadson adelantó al equipo brasileño, mientras que en la complementaria, Roque Santa Cruz (jugador del partido) y Nelson Haedo Valdez dieron vuelta el tanteador, hasta que sobre el epílogo del juego, Fred se encargó de establecer la igualdad definitiva. De nuevo como en el anterior partido, la escuadra «albirroja» realizó méritos suficientes como para lograr el triunfo. Con su anotación, Santa Cruz alcanzó a José Saturnino Cardozo como máximo goleador histórico de la selección.
Para cerrar la primera fase, Paraguay se enfrentó a Venezuela, con el cual disputó uno de los partidos más vibrantes del torneo al registrar un abultado empate de 3:3. Curiosamente, otro de los encuentros considerados más emotivos del certamen fue protagonizado justamente por el propio cuadro dirigido por Gerardo Martino. Éste necesitaba sumar al menos un punto para continuar en carrera, sin embargo, comenzó abajo en el marcador cuando apenas corrían 4 minutos de juego, tras el tanto de Salomón Rondón. Después, la «albirroja» logró sobreponerse de un inicio desconcertante al convertir tres goles por intermedio de Antolín Alcaraz, Lucas Barrios (jugador del partido) y Cristian Riveros.
Finalmente, cuando todo indicaba la inminente victoria guaraní, casualmente al igual que como ocurrió frente a Brasil, llegaron los venezolanos Nicolás Fedor y Grenddy Perozo para conseguir sobre tiempo de compensación un empate más tarde calificado como épico por los medios especializados. Al término del juego, el entrenador Martino se mostró visiblemente disgustado por la actuación de su equipo. Paraguay culminó la etapa en la tercera ubicación, clasificándose como el segundo mejor tercero del campeonato.
| Equipo    | Pts | PJ | PG | PE | PP | GF | GC | Dif |
| --------- | --- | -- | -- | -- | -- | -- | -- | --- |
| Brasil    | 5   | 3  | 1  | 2  | 0  | 6  | 4  | 2   |
| Venezuela | 5   | 3  | 1  | 2  | 0  | 4  | 3  | 1   |
| Paraguay  | 3   | 3  | 0  | 3  | 0  | 5  | 5  | 0   |
| Ecuador   | 1   | 3  | 0  | 1  | 2  | 2  | 5  | -3  |

| 3 de julio de 2011, 18:30 | Paraguay | 0:0 Detalle | Ecuador | Estadio Brigadier General Estanislao López, Santa Fe |                                         |
|                           |          | Reporte     |         | Árbitro(s): Sergio Pezzotta (Argentina)              | Árbitro(s): Sergio Pezzotta (Argentina) |

| Amonestado | 51' | Iván Piris     |
| Amonestado | 90' | Pablo Zeballos |

| 13 | MED | Enrique Vera   | 37' | Edgar Barreto    | MED | 8  |
| 18 | DEL | Nelson Haedo   | 73' | Lucas Barrios    | DEL | 19 |
| 7  | DEL | Pablo Zeballos | 83' | Roque Santa Cruz | DEL | 9  |

| Tiros:             | 11 |
| Tiros al arco:     | 6  |
| Faltas:            | 12 |
| Saques de esquina: | 3  |
| Fueras de juego:   | 1  |

| 9 de julio de 2011, 16:00 | Brasil                | 2:2 (1:0) Detalle | Paraguay                   | Estadio Mario Alberto Kempes, Córdoba |                                      |
|                           | Jadson 38' · Fred 89' | [http://df1.conmebol.com/gamecast/canchita.php?torneo=copaamerica&idFicha=99072 (enlace roto disponible en Internet Archive; véase el historial, la primera versión y la última). Reporte] | Santa Cruz 54' · Haedo 66' | Árbitro(s): Wilmar Roldán (Colombia)  | Árbitro(s): Wilmar Roldán (Colombia) |

| Amonestado | 85' | Víctor Cáceres |

| 18 | DEL | Nelson Haedo     | 56' | Lucas Barrios        | DEL | 19 |
| 15 | MED | Víctor Cáceres   | 67' | Cristian Riveros     | MED | 16 |
| 10 | MED | Osvaldo Martínez | 78' | Marcelo Estigarribia | MED | 21 |

| Tiros:             | 5  |
| Tiros al arco:     | 1  |
| Faltas:            | 15 |
| Saques de esquina: | 2  |
| Fueras de juego:   | 4  |

| 13 de julio de 2011, 19:15 | Paraguay                                | 3:3 (1:1) Detalle | Venezuela                            | Estadio Padre Ernesto Martearena, Salta |                                   |
|                            | Alcaraz 32' · Barrios 62' · Riveros 85' | Reporte           | Rondón 4' · Fedor 89' · Perozo 90+2' | Árbitro(s): Enrique Osses (Chile)       | Árbitro(s): Enrique Osses (Chile) |

| Amonestado | 74' | Nelson Haedo     |
| Amonestado | 80' | Jonathan Santana |

| 18 | DEL | Nelson Haedo     | 41' | Roque Santa Cruz     | DEL | 9  |
| 11 | DEL | Jonathan Santana | 70' | Enrique Vera         | MED | 13 |
| 15 | MED | Víctor Cáceres   | 84' | Marcelo Estigarribia | MED | 21 |

| Tiros:             | 11 |
| Tiros al arco:     | 2  |
| Faltas:            | 10 |
| Saques de esquina: | 2  |
| Fueras de juego:   | 2  |

### Cuartos de final
En esta instancia, Paraguay se encontró nuevamente con Brasil, al cual ya había enfrentado en la segunda fecha del Grupo B, igualando a dos tantos. Tras 90 minutos de tiempo normal más 30 de prórroga, Paraguay y Brasil empataron 0:0, por lo que tuvieron que definir al ganador a través de una tanda de tiros desde el punto penal, en la que el equipo paraguayo ganó por 2:0. Como hecho llamativo, los brasileños fallaron sus cuatro remates ejecutados.
A diferencia del encuentro anterior, cuando el conjunto «albirrojo» expuso un buen volumen de juego ofensivo, en este se vio desbordado por el ataque rival en casi todo su transcurso, tanto en cantidad de situaciones concretas para anotar el gol como en el porcentaje de posesión de balón. El arquero Justo Villar tuvo una destacada actuación al evitar la caída de su arco en varias oportunidades (incluyendo un tiro penal), por lo cual fue elegido el mejor jugador del partido. El director técnico, Gerardo Martino, admitió después en conferencia de prensa que Brasil debió haber ganado y que su equipo tuvo mucha suerte. Por otra parte, elogió a sus dirigidos por el gran esfuerzo realizado para conseguir el objetivo.

...la verdad, sería bárbaro decir 'lo planteamos así, lo miramos así', y hoy lo único que se puede decir es mucho sacrificio, mucho corazón, buen porcentaje del arquero y, si se puede decir culo, mucho culo.
Gerardo Martino, seleccionador de Paraguay.

| 17 de julio de 2011, 16:00 | Brasil | 0:0 Detalle | Paraguay | Estadio Ciudad de La Plata, La Plata    |                                         |
|                            |        | Reporte     |          | Árbitro(s): Sergio Pezzotta (Argentina) | Árbitro(s): Sergio Pezzotta (Argentina) |

| Tiros desde el punto penal |                           |     |                           |              |
| Elano                      | Fallo de penal (Desviado) | 0:0 | Fallo de penal (Desviado) | Barreto      |
| Thiago Silva               | Fallo de penal (Atajado)  | 0:1 | Acierto de penal          | Estigarribia |
| André Santos               | Fallo de penal (Desviado) | 0:2 | Acierto de penal          | Riveros      |
| Fred                       | Fallo de penal (Desviado) | 0:2 |                           |              |

| Amonestado | 21'  | Enrique Vera         |
| Amonestado | 64'  | Edgar Barreto        |
| Amonestado | 71'  | Elvis Marecos        |
| Amonestado | 110' | Marcelo Estigarribia |
| Expulsado  | 102' | Antolín Alcaraz      |

| 8  | MED | Edgar Barreto | 62' | Enrique Vera     | MED | 13 |
| 4  | DEF | Elvis Marecos | 70' | Aureliano Torres | DEF | 17 |
| 23 | MED | Hernán Pérez  | 82' | Lucas Barrios    | DEL | 19 |

| Tiros:             | 4  |
| Tiros al arco:     | 1  |
| Faltas:            | 22 |
| Saques de esquina: | 0  |
| Fueras de juego:   | 3  |

### Semifinales
Por segunda ocasión en el torneo, Paraguay tuvo que medirse de vuelta ante un mismo adversario, en este caso Venezuela, al que venció en la definición de tiros desde el punto penal tras igualar 0:0 en 120 minutos de juego. Solo el inicio del mismo le fue favorable al conjunto «guaraní» por medio de algunas jugadas que acarrearon cierto riesgo al pórtico vinotinto, pues a medida que pasaba el tiempo fueron diluyéndose sus ataques dando paso a un mayor dominio por parte de los venezolanos, quienes se encontraban con un menor cansancio físico debido a los 30 minutos menos de juego que acumulaban en comparación al oponente de turno que provenía de realizar un mayor desgaste para doblegar a Brasil.
Jonathan Santana dejó con un hombre menos a su equipo a partir del minuto 102, con lo cual la desventaja física y numérica se hizo aún más evidente ya que posteriormente el conjunto caribeño estuvo muy cerca de anotar en tres oportunidades en las cuales la pelota pegó en los palos del arco defendido por Justo Villar, quien otra vez se erigió como figura de su equipo al detener un tiro penal que a la postre sería fundamental para la obtención del triunfo y el acceso a la Final de la 43ra edición de la Copa América.
Paraguay llega a dicha instancia empatando los cinco partidos que disputó durante el tiempo normal, incluyendo dos períodos de alargue.
| 20 de julio de 2011, 21:45 | Paraguay | 0:0 Detalle | Venezuela | Estadio Malvinas Argentinas, Mendoza  |                                       |
|                            |          | Reporte     |           | Árbitro(s): Francisco Chacón (México) | Árbitro(s): Francisco Chacón (México) |

| Tiros desde el punto penal |                  |     |                          |           |
| Ortigoza                   | Acierto de penal | 1:1 | Acierto de penal         | Maldonado |
| Barrios                    | Acierto de penal | 2:2 | Acierto de penal         | Rey       |
| Riveros                    | Acierto de penal | 3:2 | Fallo de penal (atajado) | Lucena    |
| Martínez                   | Acierto de penal | 4:3 | Acierto de penal         | Fedor     |
| Verón                      | Acierto de penal | 5:3 |                          |           |

| Amonestado                               | 21'  | Darío Verón      |
| Otorgado · Otorgado otra vez · Expulsado | 102' | Jonathan Santana |

| 21 | MED | Marcelo Estigarribia | 70' | Edgar Barreto    | MED | 8  |
| 9  | DEL | Roque Santa Cruz     | 73' | Nelson Haedo     | DEL | 18 |
| 10 | MED | Osvaldo Martínez     | 80' | Roque Santa Cruz | DEL | 9  |

| Tiros:             | 9  |
| Tiros al arco:     | 7  |
| Faltas:            | 13 |
| Saques de esquina: | 4  |
| Fueras de juego:   | 4  |

### Final
En el partido definitorio del torneo, Paraguay cayó derrotada ante Uruguay por la cuenta de 3:0, con anotaciones de Luis Suárez y de Diego Forlán, éste en dos oportunidades. El equipo charrúa fue claramente superior, especialmente en la primera etapa del encuentro cuando logró sacar una merecida ventaja de dos goles. Por su parte, el cuadro «albirrojo» mejoró algo en la segunda fracción estando un poco más cerca de llegar al descuento pero sin la suficiente claridad, salvo un disparo al travesaño de Nelson Haedo y un cara a cara desperdiciado por Cristian Riveros, por lo que Uruguay en ningún momento perdió el control del juego, creando otras chances para aumentar el marcador a su favor por medio de veloces contraataques, siendo uno de estos el conducto por el cual sellaría el resultado final.
De esta manera, Paraguay se adjudicó por sexta vez en su historia el segundo lugar de la competición. Asimismo, el portero y capitán paraguayo, Justo Villar, recibió el premio al mejor en su puesto del campeonato.
Por otro lado, el elenco paraguayo fue objeto de fuertes críticas por parte del periodismo especializado debido al modo con que fue avanzando a través de las distintas fases del certamen apuntando a la falta de una mejor exposición futbolística y al hecho de que no ha conseguido ni una sola victoria en todo el torneo (sin contar las resoluciones por penales), empatando cinco partidos de los seis que disputó, con un nivel de juego ofensivo-defensivo que dejó mucho qué desear.
No obstante, un punto señalado por los propios protagonistas fue el del aspecto físico del plantel que atravesó por numerosos problemas para delinear a sus diezmados once inicialistas a causa de las varias bajas por lesión o acumulación de fatiga muscular, producto de los encuentros seguidos y con prórrogas.
Por último, el entrenador Gerardo Martino anunció pocos días después su decisión de no continuar al frente del seleccionado poniendo fin a cuatro años de labor en dicho cargo.
| 24 de julio de 2011, 16:00 | Uruguay                     | 3:0 (2:0) Detalle | Paraguay | Estadio Monumental Antonio Vespucio Liberti, Buenos Aires |                                      |
|                            | Suárez 11' · Forlán 41' 89' | Reporte           |          | Árbitro(s): Salvio Fagundes (Brasil)                      | Árbitro(s): Salvio Fagundes (Brasil) |

| Amonestado | 17' | Víctor Cáceres |
| Amonestado | 57' | Enrique Vera   |

| 21 | MED | Marcelo Estigarribia | 64' | Víctor Cáceres | MED | 15 |
| 23 | MED | Hernán Pérez         | 64' | Enrique Vera   | MED | 13 |
| 19 | DEL | Lucas Barrios        | 76' | Pablo Zeballos | DEL | 7  |

| Tiros:             | 4  |
| Tiros al arco:     | 1  |
| Faltas:            | 15 |
| Saques de esquina: | 4  |
| Fueras de juego:   | 2  |

## Estadísticas

### Posición final
Simbología:

Pts: puntos acumulados.

PJ: partidos jugados.

PG: partidos ganados.

PE: partidos empatados.

PP: partidos perdidos.

GF: goles a favor.

GC: goles en contra.

Dif: diferencia de goles.

Rend: rendimiento.
| Equipo | Equipo     | Pts | PJ | PG | PE | PP | GF | GC | Dif | Rend  |
| ------ | ---------- | --- | -- | -- | -- | -- | -- | -- | --- | ----- |
| 1      | Uruguay    | 12  | 6  | 3  | 3  | 0  | 9  | 3  | 6   | 66,7% |
| 2      | Paraguay   | 5   | 6  | 0  | 5  | 1  | 5  | 8  | -3  | 27,8% |
| 3      | Perú       | 10  | 6  | 3  | 1  | 2  | 8  | 5  | 3   | 55,6% |
| 4      | Venezuela  | 9   | 6  | 2  | 3  | 1  | 7  | 8  | -1  | 50,0% |
| 5      | Chile      | 7   | 4  | 2  | 1  | 1  | 5  | 4  | 1   | 58,3% |
| 6      | Colombia   | 7   | 4  | 2  | 1  | 1  | 3  | 2  | 1   | 58,3% |
| 7      | Argentina  | 6   | 4  | 1  | 3  | 0  | 5  | 2  | 3   | 50,0% |
| 8      | Brasil     | 6   | 4  | 1  | 3  | 0  | 6  | 4  | 2   | 50,0% |
| 9      | Costa Rica | 3   | 3  | 1  | 0  | 2  | 2  | 4  | -2  | 33,3% |
| 10     | Ecuador    | 1   | 3  | 0  | 1  | 2  | 2  | 5  | -3  | 11,1% |
| 11     | Bolivia    | 1   | 3  | 0  | 1  | 2  | 1  | 5  | -4  | 11,1% |
| 12     | México     | 0   | 3  | 0  | 0  | 3  | 1  | 4  | -3  | 0,0%  |

### Participación de jugadores
Simbología:

Pos.: posición.

PJ: partidos jugados.

Min.: minutos jugados.

: goles marcados.

At.: atajadas.

Faltas: faltas cometidas - faltas recibidas.

 : amonestaciones.

: segunda amonestación y expulsión.

: expulsiones directas.

| #  | Nombre               | Pos.           | PJ | Min. | Anotado | Tiros (al arco) | Faltas (C-R) | Amonestado | Otorgado · Otorgado otra vez · Expulsado |   |
| -- | -------------------- | -------------- | -- | ---- | ------- | --------------- | ------------ | ---------- | ---------------------------------------- | - |
| 2  | Darío Verón          | Defensa        | 6  | 600  | 0       | 1 (1)           | 6-8          | 1          | 0                                        | 0 |
| 3  | Iván Piris           | Defensa        | 3  | 270  | 0       | 3 (0)           | 6-4          | 1          | 0                                        | 0 |
| 4  | Elvis Marecos        | Defensa        | 2  | 140  | 0       | 2 (0)           | 3-0          | 1          | 0                                        | 0 |
| 5  | Antolín Alcaraz      | Defensa        | 3  | 282  | 1       | 2 (1)           | 5-0          | 0          | 0                                        | 1 |
| 6  | Marcos Cáceres       | Defensa        | 1  | 120  | 0       | 1 (1)           | 1-2          | 0          | 0                                        | 0 |
| 7  | Pablo Zeballos       | Delantero      | 2  | 83   | 0       | 2 (1)           | 6-0          | 1          | 0                                        | 0 |
| 8  | Edgar Barreto        | Centrocampista | 3  | 165  | 0       | 4 (1)           | 2-1          | 1          | 0                                        | 0 |
| 9  | Roque Santa Cruz     | Delantero      | 4  | 221  | 1       | 6 (3)           | 0-1          | 0          | 0                                        | 0 |
| 10 | Osvaldo Martínez     | Centrocampista | 2  | 52   | 0       | 1 (0)           | 0-0          | 0          | 0                                        | 0 |
| 11 | Jonathan Santana     | Centrocampista | 2  | 122  | 0       | 1 (1)           | 4-1          | 3          | 1                                        | 0 |
| 13 | Enrique Vera         | Centrocampista | 5  | 323  | 0       | 3 (2)           | 16-8         | 2          | 0                                        | 0 |
| 14 | Paulo Da Silva       | Defensa        | 6  | 600  | 0       | 2 (1)           | 2-6          | 0          | 0                                        | 0 |
| 15 | Víctor Cáceres       | Centrocampista | 4  | 213  | 0       | 0 (0)           | 6-2          | 2          | 0                                        | 0 |
| 16 | Cristian Riveros     | Centrocampista | 6  | 577  | 1       | 3 (1)           | 11-9         | 0          | 0                                        | 0 |
| 17 | Aureliano Torres     | Defensa        | 4  | 390  | 0       | 2 (0)           | 1-7          | 0          | 0                                        | 0 |
| 18 | Nelson Haedo         | Delantero      | 6  | 383  | 1       | 16 (7)          | 7-9          | 1          | 0                                        | 0 |
| 19 | Lucas Barrios        | Delantero      | 6  | 345  | 1       | 3 (3)           | 10-10        | 1          | 0                                        | 0 |
| 20 | Néstor Ortigoza      | Centrocampista | 5  | 480  | 0       | 5 (1)           | 6-4          | 0          | 0                                        | 0 |
| 21 | Marcelo Estigarribia | Centrocampista | 6  | 448  | 0       | 6 (2)           | 8-17         | 1          | 0                                        | 0 |
| 23 | Hernán Pérez         | Delantero      | 2  | 64   | 0       | 1 (0)           | 2-3          | 0          | 0                                        | 0 |
| #  | Nombre               | Pos.           | PJ | Min. | Anotado | At.             | Faltas (C-R) | Amonestado | Otorgado · Otorgado otra vez · Expulsado |   |
| 1  | Justo Villar         | Guardameta     | 6  | 600  | 0       | 45              | 0-0          | 0          | 0                                        | 0 |
| 12 | Diego Barreto        | Guardameta     | 0  | 0    | 0       | 0               | 0-0          | 0          | 0                                        | 0 |
| 22 | Roberto Fernández    | Guardameta     | 0  | 0    | 0       | 0               | 0-0          | 0          | 0                                        | 0 |

### Goleadores
| Jugador          | Goles | Minutos |
| ---------------- | ----- | ------- |
| Roque Santa Cruz | 1     | 221     |
| Antolín Alcaraz  | 1     | 282     |
| Lucas Barrios    | 1     | 345     |
| Nelson Haedo     | 1     | 383     |
| Cristian Riveros | 1     | 577     |

## Uniforme
En marzo de 2011, fue presentado al público en un acto especial las equipaciones que vistió la selección durante sus partidos en la Copa América. Estuvieron presentes el titular de la Confederación Sudamericana de Fútbol, Nicolás Leoz, el presidente de la Asociación Paraguaya de Fútbol, Juan Ángel Napout, el entrenador argentino Gerardo Martino y representantes de la firma Adidas, encargada de confeccionar la indumentaria.
El diseño de la camiseta principal fue el tradicional, con tres franjas verticales de color rojo sobre fondo blanco, inspirado en la utilizada en la Copa América 1979, ganada por el propio equipo paraguayo. En la parte exterior trasera a la altura del cuello se apreciaba el león de uno de los dos escudos de la bandera, y por dentro, el detalle de una inscripción en guaraní que dice "Mba'e Guasu Guarani", traducida al español como "Qué grande el guaraní". En tanto que el pantalón y las medias fueron azules.
En la equipación alternativa, también creada por la empresa alemana, el color predominante en todas las prendas fue el blanco, destacando en el centro de la camiseta una evocación a la bandera del país y al otro de sus emblemas nacionales.

## Transmisión
En Paraguay, los derechos de transmisión para televisión abierta y por cable fueron adquiridos por la empresa Teledeportes, la cual se encargó de emitir los juegos a través de los canales Telefuturo y Unicanal.
| Predecesor: Venezuela 2007 | Paraguay en la Copa América Argentina 2011 | Sucesor: Chile 2015 |